# Gloucestershire County Football League
De Gloucestershire County Football League is een Engelse regionale voetbalcompetitie op het elfde niveau in de Engelse voetbalpiramide. De competitie werd opgericht in 1968 en bestaat al sinds de oprichting uit een enkele divisie. In het seizoen 2014/15 nemen achttien clubs deel aan de competitie.
Clubs kunnen, mits zij daarvoor in aanmerking komen, promoveren naar Division One West van de Hellenic League. Vanuit de Bristol & Suburban League, de Bristol Premier Combination en de Gloucestershire Northern Senior League kunnen clubs promoveren naar de Gloucestershire County League.

## Lijst van kampioenen
- 1968/69 - Stonehouse
- 1969/70 - Bristol St George
- 1970/71 - Cadbury Heath
- 1971/72 - Cadbury Heath
- 1972/73 - Cadbury Heath
- 1973/74 - Cadbury Heath
- 1974/75 - Matson Athletic
- 1975/76 - Matson Athletic
- 1976/77 - Almondsbury Greenway
- 1977/78 - Almondsbury Greenway
- 1978/79 - Almondsbury Greenway
- 1979/80 - Almondsbury Greenway
- 1980/81 - Almondsbury Greenway
- 1981/82 - Shortwood United
- 1982/83 - Old Georgians
- 1983/84 - Sharpness
- 1984/85 - Old Georgians
- 1985/86 - Patchway
- 1986/87 - Old Georgians
- 1987/88 - Old Georgians
- 1988/89 - Lawrence Weston Hallen
- 1989/90 - Ellwood
- 1990/91 - Tuffley Rovers
- 1991/92 - Patchway Town
- 1992/93 - Hallen
- 1993/94 - Cadbury Heath
- 1994/95 - Henbury Old Boys
- 1995/96 - DRG
- 1996/97 - Old Georgians
- 1997/98 - Cadbury Heath
- 1998/99 - Cadbury Heath
- 1999/00 - Highridge United
- 2000/01 - Winterbourne United
- 2001/02 - Roman Glass St George
- 2002/03 - Patchway Town
- 2003/04 - Almondsbury
- 2004/05 - Highridge United
- 2005/06 - Lydney Town
- 2006/07 - Roman Glass St. George FC
- 2007/08 - Hardwicke
- 2008/09 - Slimbridge
- 2009/10 - Thornbury Town
- 2010/11 - Brimscombe & Thrupp
- 2011/12 - Cribbs Friends Life
- 2012/13 - Longlevens
- 2013/14 - Longlevens
- 2014/15 - Cheltenham Civil Service
- 2015/16 - AEK Boco